# Tim Vanhamel
Tim Vanhamel (Zonhoven, 11 december 1977) is een Belgisch muzikant. Hij werd eerst bekend als lid van Sister Poo Poo en Evil Superstars, en verwierf later naam als de man achter Millionaire.

## Biografie
Zijn vader was een jazzmuzikant en zijn moeder was van beroep lerares. Vanhamel startte op vroege leeftijd met het maken van muziek. Op veertienjarige leeftijd richtte hij de band Sister Poo Poo op, waarmee hij al snel op Pukkelpop optrad. Later versterkte hij Evil Superstars bij het maken van Love Is Okay (1996) en Boogiechildren-R-Us (1997).
In 1998 werd Vanhamel door de Belgische rockband dEUS aangetrokken als extra gitarist tijdens 'The Ideal Crash'-tournee (1998-2000).
Eind 1999 verzon Vanhamel Millionaire als vehikel om zijn eigen muziek op te nemen en uit te brengen. Het eerste album Outside The Simian Flock werd uitgebracht in 2001. In 2005 verscheen de opvolger Paradisiac. De opnames werden onder anderen door Josh Homme van Queens Of The Stone Age geproduceerd in de legendarische Sound City Studios in Los Angeles, California. Vervolgens stapte Tim samen met Josh Homme en Jesse Hughes in de The Eagles of Death Metal. Hij schreef één nummer mee op het debuutalbum en nam deel aan de eerste Europese tournee van het drietal, en aan de eerste US-tour (als support van Placebo).
Kort daarna zette hij Coca Cola met God op. Dit project was slechts enkele keren te zien, voornamelijk in Musea.
Tim verscheen later in de videoclip van 'Jump Needle' van Magnus, het Belgische elektronica-project van Tom Barman (frontman dEUS) en technogrootheid CJ Bolland.
In 2006 nam Vanhamel met het Belgische electro-duo Shameboy het nummer 'Wired for Sound' op, een track waarop hij zong en de gitaar voor zijn rekening nam.
Begin februari 2008 kwam Welcome to the blue house uit op Vanhamels eigen Loud Tongues-label. Hij schreef de basis voor dit album eind 2006, na de Paradisiac-tournee van Millionaire en reflecteerde daarin over de breuk met zijn vriendin Hannelore Knuts. De titel verwijst naar de blues waarbij de broze songs balanceren tussen verdriet, hoop en melancholie. Op dit album hoor je Vanhamels inspiratiebronnen uit die periode: Jane's Addiction, The Jesus and Mary Chain, The Kinks, T.Rex en de psychedelica van de jaren zestig.
Over Welcome to the blue house getuigt Vanhamel: 'Dit album is intiemer dan alles wat ik voordien heb gedaan. Maar het is geen singer-songwriter-materiaal zoals veel mensen dat kennen. Het is geen Smog of Will Oldham, bijvoorbeeld. Alle liedjes zijn op een akoestische gitaar tot stand gekomen, maar ik voelde snel dat het uiteindelijke resultaat wat breder mocht. Ik houd van de combinatie van een laagje akoestische gitaar en een laagje elektronica: dat geeft een bredere sound.'
In 2010 richtte Vanhamel Eat Lions en Broken Glass Heroes op. Met beide acts mocht hij op Pukkelpop optreden.
Eat Lions was een Noiserockband met muzikanten die hij uit 200 kandidaten mocht kiezen als promotiestunt voor het Zweedse vodkamerk Absolut. De band telde 2 drummers, 2 gitaristen, 1 bassist en Tim op zang en liet welgeteld één prachtige, ietwat bevreemdende videoclip na.
Broken Glass Heroes ontstond toen Tim samen op met Pascal Deweze (van o.a. Metal Molly) muziek voor de candidcamerareeks Benidorm Bastards van Tim Van Aelst schreef. Deze soundtrack was sterk beïnvloed door bands uit de jaren zestig zoals The Beatles, Beach Boys en The Byrds: gouden melodieën en prachtige "vocal harmonies". De soundtrack resulteerde in de lp/cd Grandchildren of the Revolution (een verwijzing naar T.Rex), een plaat die eveneens op Loud Tongues verscheen.
In 2014 werd Vanhamel sidekick bij Magnus, het elektroproject van dEUS-frontman Tom Barman en dj CJ Bolland. In dezelfde periode verving hij tijdelijk Jonas Govaerts als gitarist bij The Hickey Underworld.
In 2017 bracht hij onder Millionaire een nieuwe plaat uit, Sciencing. De plaat werd opgenomen in Costa Rica. Alle instrumenten behalve de drums werden ingespeeld door Vanhamel zelf. De plaat kwam meteen binnen op nummer 1 in de Vlaamse Ultratop voor albums.
In 2020 verscheen Applz not Applz, de vierde langspeelplaat van Millionaire. Van dit album verschenen vier singles: 'Cornucopia', 'Strange Days', 'Can't stop the noise' en 'Dig a Ditch'. Voor de eerste drie nummers maakte Jaak Den Digitale een geanimeerde videoclip. De tournee rond de verschijning van dit album werd tot nader order opgeschort vanwege de coronapandemie.

## Discografie

### Albums
| Album met hitnotering(en) in de Vlaamse Ultratop 200 albums | Datum van verschijnen | Datum van binnenkomst | Hoogste positie | Aantal weken | Opmerkingen |
| ----------------------------------------------------------- | --------------------- | --------------------- | --------------- | ------------ | ----------- |
| Welcome to the blue house                                   | 2008                  | 09-02-2008            | 2               | 17           |             |

### Singles
| Single met hitnotering(en) in de Vlaamse Ultratop 50 | Datum van verschijnen | Datum van binnenkomst | Hoogste positie | Aantal weken | Opmerkingen |
| ---------------------------------------------------- | --------------------- | --------------------- | --------------- | ------------ | ----------- |
| Until I find you                                     | 2008                  | 16-02-2008            | 19              | 9            |             |
| Puppy                                                | 2008                  | 01-09-2014            | 50              | 1            | met Magnus  |

- Bibliothèque nationale de France: cb166670150 (data)
- International Standard Name Identifier: 0000 0001 3362 1485
- MusicBrainz: 20679a9c-a5fb-4feb-a607-a989f69323f9
- Virtual International Authority File: 298905465